# Wörter und Sachen
A Wörter und Sachen ('Szavak és dolgok') a Hugo Schuchardt által kidolgozott, a nyelvészetre és a néprajzra mély hatással lévő módszer, a tárgyak és szavak kölcsönös kutatásának elve, eredetileg R. Meringer indoeurópai nyelvész 1909-ben indított folyóiratának címe.
A módszer lényege: a szavak vándorlásában (kölcsönszavak) nem elegendő pusztán csak a megfelelő korban működő és ható hangtörvényekre és esetleg a szó jelentésére támaszkodni, hanem a nyelvi tények tanulmányozásán kívül vizsgálni kell a szavaktól jelölt dolgokat és tárgyakat. Természetesen itt számolni kell még művelődéstörténeti tényezőkkel is. 
A módszert Ferdinand Blumentritt, valamint Jankó János és Bátky Zsigmond is sikeresen használta fel.